# فرد دونالدسون
فرد دونالدسون (انگلیسی: Fred Donaldson; ۷ آوریل ۱۹۳۷ – ۲۴ ژوئیهٔ ۲۰۱۸) بازیکن فوتبال اهل بریتانیا بود.
از باشگاه‌هایی که در آن بازی کرده‌است می‌توان به باشگاه فوتبال اکستر سیتی، باشگاه فوتبال مکلسفیلد تاون، باشگاه فوتبال پورت ویل، و باشگاه فوتبال استافورد رانجرز اشاره کرد.